# Список повстанческих группировок, контролирующих территорию
Это список активных повстанческих группировок, контролирующих территорию по всему миру, чьи владения могут быть субнациональными, транснациональными или международными. «Группа повстанцев» определяется здесь как полития, которое использует вооружённый конфликт против существующего правительства (или правительств) по таким причинам, как стремление к политическим изменениям или установление, поддержание или получение независимости. Группировки, «контролирующие территорию», определяются как любая группа, владеющая любым населенным или обитаемым пунктом, городом, деревней или определенной территорией, находящейся под прямым управлением или военным контролем группировки. Такой контроль может быть оспариваемым и может быть временным или неустойчивым, особенно в условиях конфликта.
Сюда не входят правительства стабильных отколовшихся государств или других государств с ограниченным признанием.

## Список группировок, контролирующих территорию
| Внутри государства               | Повстанческая группировка                           | Конфликт                                                                                        | Контролируется с | Контролируемая территория | Примечания | Лидеры                               | Штаб-квартира                     |
| -------------------------------- | --------------------------------------------------- | ----------------------------------------------------------------------------------------------- | ---------------- | --- | --- | ------------------------------------ | --------------------------------- |
| Буркина-Фасо Мали Сомали Йемен   | Аль-Каида Азавад (в Мали)                           | Туарегское восстание Гражданская война в Сомали Гражданская война в Йемене                      | 2006             | Части Буркина-Фасо Части центрального и северного Мали Большие части южного и центрального Сомали Небольшие части провинции Абьян | | подлежит уточнению                   | Тинзауатен (Мали) Джилиб (Сомали) |
| Нигерия                          | Боко харам                                          | Мятеж Боко Харам                                                                                | 2009             | Небольшие части штатов Борно, Кадуна и Нигер                                                                                      | Переместились в штат Кадуна после битвы в лесу Самбиса                                                              | Абу Умаимата                         | Чикун                             |
| Мали Мозамбик Нигерия Сомали     | Исламское государство                               | Исламистский мятеж в Мозамбике Туарегское восстание Мятеж Боко Харам Гражданская война в Сомали | 2015             | Большая часть штата Борно Несколько деревень в районе Бари Несколько деревень в районе Гао Части провинции Кабо-Дельгадо          | Признана ООН террористической организацией.                                                                         | Абу Хафс аль-Хашеми аль-Кураши       | Неизвестно                        |
| Нигерия                          | Коренные народы Биафры                              | Повстанческое движение на юго-востоке Нигерии                                                   | 2021             | Части бывшей Республики Биафра | | Ннами Кану                           | Неизвестно                        |
| Камерун                          | Лига Наций Биафры                                   | - Конфликт Бакасси - Про-биафранское восстание в Бакасси (Биафра)                               | 2021             | Полуостров Бакасси | | Принсвилл Чимези Ричардс, Генри Эдит | Полуостров Бакасси                |
| Камерун                          | Красный Дракон                                      | Англоязычный кризис                                                                             | 2019             | Несколько деревень в департаменте Лебьялем Юго-Западной провинции Камеруна.                                                       | Ополчение Красного Дракона, контролирующее части Лебьялема, лояльно Временному правительству Амбазонии.             | Лекеака Оливер                       | Неизвестно                        |
| Центральноафриканская Республика | Коалиция патриотов перемен                          | Гражданская война в Центральноафриканской Республике                                            | 2020             | Части Центральноафриканской Республики                                                                                            | Коалиция нескольких групп, включая «Антибалака», Движение «3R», и Центральноафриканское патриотическое движение     | Франсуа Бозизе                       | Нджамена, Чад                     |
| ДР Конго                         | Май-май                                             | Конфликт в Киву                                                                                 | 2003             | Части северо-востока ДР Конго | Различные группировки                                                                                               | Различные лидеры                     | В зависимости от группы           |
| ДР Конго                         | Движение 23 марта                                   | Конфликт в Киву                                                                                 | 2012             | Части провинции Северное Киву | | Бертран Бисимва                      |                                   |
| ДР Конго                         | NDC—R                                               | Конфликт в Киву                                                                                 | 2015             | Части провинции Северное Киву | | Шимирай Мвисса Гуидон                | Пинга                             |
| Мали                             | Азавад                                              | Туарегское восстание                                                                            | 2012             | Части северного Мали | | Билял аг Ашериф                      | Кидаль                            |
| Эфиопия                          | Фано                                                | Война в Амхаре                                                                                  | 2023             | Части региона Амхара | | Земене Кассиэ                        |                                   |
| Мьянма                           | Армией независимости Качина                         | Гражданская война в Бирме                                                                       | 2011             | Части штата Качин | Военное крыло организации независимости Качина                                                                      | Н'Бан Ла                             | Лайза                             |
| Мьянма                           | Народные силы обороны                               | Гражданская война в Бирме                                                                       | 2021             | Районы по всей Мьянме. | Создан как оппозиция военной хунте.                                                                                 | Дува Лаши Ла                         | Несколько местных штабов          |
| Мьянма                           | Армия Национального демократического альянса Мьянмы | Гражданская война в Бирме                                                                       | 2021             | Кокангский район. | | Пэн Цзяшэн                           |                                   |
| Мьянма                           | Народные силы обороны Каренни                       | Гражданская война в Бирме                                                                       | 2021             | Штат Кая | | Кхун Беду                            |                                   |
| Мьянма                           | Чинленд                                             | Гражданская война в Бирме                                                                       | 2021             | Части штата Чин | |                                      | Пхалан                            |
| Мьянма                           | Каренская национально-освободительная армия         | Гражданская война в Бирме                                                                       | 1966             | Части штата Карен | Военная ветвь Каренского Национального союза                                                                        | Муту Сай Поэ                         | Лайва                             |
| Сенегал                          | Движение демократических сил Казаманса              | Конфликт в Казамансе                                                                            | 1982             | Части региона Казаманс в Сенегале.                                                                                                | |                                      |                                   |
| Судан                            | Суданский революционный фронт                       | Конфликт в Южном Кордофане                                                                      | 2011             | Части провинций Южный Кордофан и Голубой Нил                                                                                      | | Абдельазиз аль-Хилу                  | Кауда                             |
| Сирия                            | Рожава                                              | Гражданская война в Сирии                                                                       | 2012             | Территории на севере и востоке Сирии, в основном над рекой Евфрат.                                                                | Фракция в сирийской гражданской войнe, союзная сирийскому правительству и противостоящая Турции.                    | Ильхам Эхмед, Мансур Селум           | Эль-Камышлы                       |
| Йемен                            | Южное движение                                      | Гражданская война в Йемене                                                                      | 2017             | Некоторые территории Южного Йемена                                                                                                | Организовано в ответ на различные жалобы жителей южного Йемена. Он поддерживает шаткий мир с правительством Йемена. | Айдарус аз-Зубайди                   | Аден                              |
| Йемен                            | Хуситы                                              | Гражданская война в Йемене                                                                      | 2004             | Большая часть бывшего Северного Йемена, включая столицу Сану, и части Южного Йемена.                                              | Хуситы контролируют Верховный Политический Совет, который не признан международным сообществом.                     | Махди Аль-Машат                      | Саада                             |